# Grumman EA-6
Die Grumman EA-6B Prowler ist ein trägergestütztes Kampfflugzeug zur elektronischen Kriegsführung des Herstellers Northrop Grumman. Es handelt sich dabei um eine Abwandlung der A-6 „Intruder“. Nach Außerdienststellung 2015 durch die US Navy standen Prowlers zuletzt nur noch in Diensten des United States Marine Corps, wo sie bis März 2019 auf der Marine Corps Air Station Cherry Point stationiert war.
Die Bezeichnung „E“ steht für elektronischer Kampf (Electronic Warfare); der Buchstabe „A“ für Erd- oder Seekampfflugzeug (Attack Aircraft).

## Geschichte

### Ursprünge
Die Entwicklung der EA-6 geht bis zur Mitte der 1960er-Jahre zurück, als das US Marine Corps einen Nachfolger für die EF-10B „Skyknight“ suchte. Um Kosten und Zeit zu sparen, entschloss man sich, wie schon bei anderen EloKa-Modellen zuvor, statt einer kompletten Neuentwicklung ein vorhandenes Kampfflugzeug auszuwählen und umzurüsten. Als Basismuster entschied man sich für die A-6 Intruder und gegen die von vielen Offizieren favorisierte F-4 „Phantom II“. Der Grund dafür war, dass die A-6 eine höhere Kapazität für die Unterbringung der benötigten Elektronik aufwies, damit auch ein geringeres Entwicklungsrisiko besaß und die schlechteren Flugleistungen gegenüber der F-4 im vorgesehenen Einsatzspektrum nur eine untergeordnete Rolle spielten.

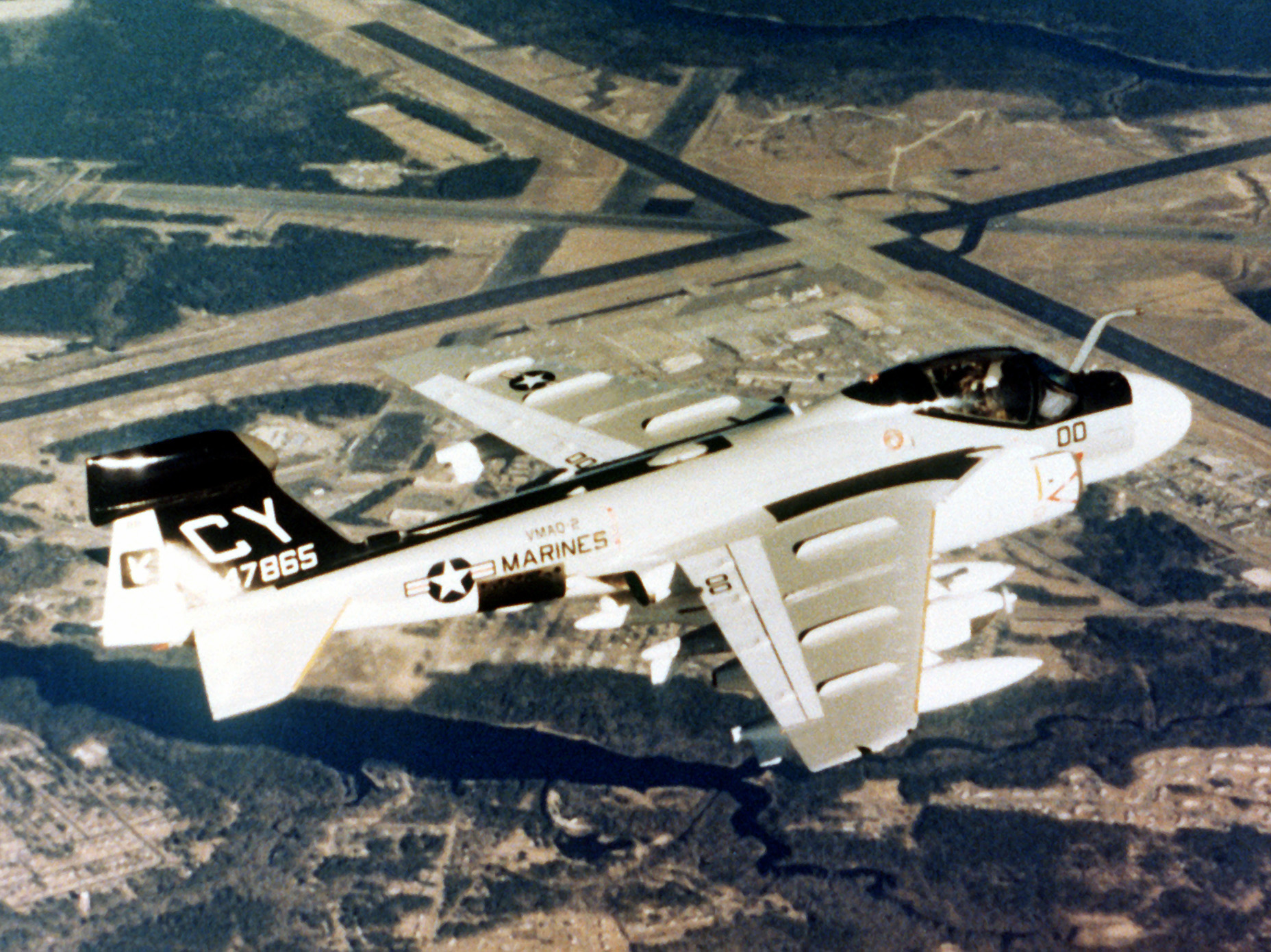
EA-6A Electric Intruder, 1978

Die erste umgebaute EA-6A "Electric Intruder' absolvierte ihren Jungfernflug am 26. April 1963, ausgestattet mit der AN/ALQ-86-ECM-Ausrüstung. Die Einsatzbereitschaft wurde 1971 erreicht. Nachdem insgesamt 28 EA-6A-Maschinen hergestellt worden waren (zwei Prototypen, 15 Neubauten und 11 Umbauten aus A-6A), wurden diese von drei Staffeln des Marine Corps über Vietnam eingesetzt. Der Großteil der Maschinen wurde bereits in den 1970er Jahren wieder außer Dienst gestellt, die letzte folgte am 1. Oktober 1993 in Key West. Die EA-6A, die auch den Beinamen „Electric Intruder“ trug, war im Wesentlichen eine Übergangslösung, bis die fortschrittlichere EA-6B zur Verfügung stand.

### Entwicklung und Einführung
Der Entwicklungsbeginn für die wesentlich leistungsstärkere EA-6B erfolgte 1966, als nach dem Marine Corps auch die US Navy nach einem neuen Muster als ECM-Träger suchte. Zuvor hatten sich die EKA-3B „Skywarrior“ über Vietnam als hoffnungslos veraltet erwiesen. Die US Navy griff nun auf die Erfahrungen mit der EA-6A zurück und begann damit, das Muster an ihre Bedürfnisse anzupassen. Dafür musste der Rumpf verlängert werden, um ein größeres Cockpit für eine vierköpfige Besatzung unterzubringen und eine Antennenverkleidung wurde an der Spitze des Seitenleitwerks montiert. Das nun als Prowler bezeichnete Muster flog erstmals am 25. Mai 1968 und wurde nach kurzer, erfolgreicher Erprobung im Juli 1971 in Dienst gestellt. Bis 1991 wurden insgesamt 170 EA-6B-Serienmaschinen hergestellt. Der erste Nutzer war ab 1970 die Schulstaffel VAQ-129, die erste Einsatzstaffel die VAQ-132 (ab 1971) und die letzte, bis 2019, die VMAQ-2.

### Kampfwertsteigerungen
Aufgrund ihrer umfangreichen ECM-Ausrüstung und bedingt durch das Alter der Maschinen (produziert bis 1991), war die EA-6B eines der wartungsintensivsten Flugzeuge im Arsenal der Navy bzw. Marine Corps und hat zahlreiche Kampfwertsteigerungen erfahren. Unter anderem erfolgte Anfang 1973 das EXCAP-Upgrade, worauf 1976 das ICAP-Upgrade folgte, das wiederum im ICAP-II-Upgrade von 1980 mündete. Letzteres stellt vermutlich das bedeutendste Upgrade dar, da es den Einsatz der AGM-45 Shrike- und der AGM-88 HARM-Rakete ermöglichte. Obwohl die Prowler als EloKa-Flugzeug konzipiert wurde, war sie auch in der Lage, Landziele anzugreifen (primär Radaranlagen und Luftabwehrstellungen). Darüber hinaus konnte sie im begrenzten Maße auch SIGINT-Missionen erfüllen.

### Einsätze

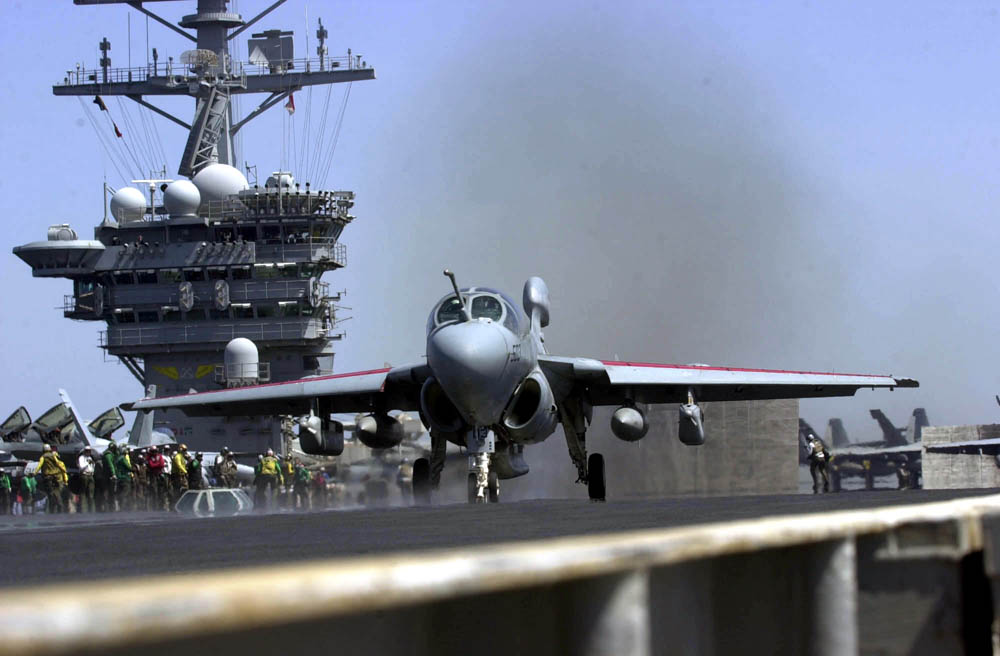
Eine EA-6B Prowler vom Electronic Attack Squadron One Three Five (VAQ-135) startet vom Flugzeugträger Nimitz (Schiff)

Seit der Ausmusterung der EF-111 Raven im Jahr 1995 war die EA-6B das einzige verbliebene EloKa-Flugzeug der US-Streitkräfte, bis ab 2009 das Nachfolgemodell EA-18G Growler in Dienst gestellt wurde. Der EA-6B flog bei fast allen amerikanischen Kampfhandlungen seit 1972 und wurde häufig zur Unterstützung der US Air Force angefordert. Während sie im Vietnam-, dem Golf- und den Balkankriegen primär zur Störung und Unterdrückung der feindlichen Luftabwehr eingesetzt worden war, wurde ihr Einsatzspektrum im Afghanistankrieg um die Bekämpfung von Sprengfallen erweitert. Hierzu wurde ihre ECM-Ausrüstung für die Blockierung von Fernzündern verwendet.
Bis zum Beginn des Zulaufs der Growler waren zirka 125 Prowler im aktiven Truppendienst, aufgeteilt in 20 Staffeln. Zwölf waren dabei der Navy zugeordnet, vier dem Marine Corps, weitere vier waren gemeinsame Navy-Air-Force-„Expeditionary“-Staffeln. Dabei handelte es sich um Einheiten, auf die Air Force und Navy gemeinsam hätten zurückgreifen können, da die USAF seit dem Scheitern des EB-52-Projekts kein eigenes ECM-Flugzeug zur Verfügung hatte.
Die letzte Navy-Staffel gehörte bis November 2014 zum Trägergeschwader der George H. W. Bush. Nach deren Heimkehr wurde die EA-6B offiziell am 27. Juni 2015 auf der Naval Air Station Whidbey Island nach 44 Dienstjahren bei der USN außer Dienst gestellt. Die Außerdienststellung beim USMC erfolgte im März 2019.

### Zwischenfälle
Während keine Prowler jemals im Gefecht verloren gegangen ist, gingen bis 2007 über 40 Maschinen bei Unfällen verloren:
- Am 26. Mai 1981 stürzte eine EA-6B des US Marine Corps auf das Flugdeck der Nimitz. Beim anschließenden Brand wurden 14 Besatzungsmitglieder getötet und weitere 45 verletzt. Der Crash, das anschließende Feuer und Explosionen zerstörten oder beschädigten elf weitere Flugzeuge.
- → Hauptartikel: Seilbahnunfall von Cavalese (1998) Am 3. Februar 1998 durchtrennte eine EA-6B Prowler im Tiefflug mit über 800 km/h das Tragseil der Cermisbahn südlich von Cavalese in Italien. Die daran hängende Gondel stürzte etwa 80 Meter in die Tiefe. Alle 20 Insassen starben. Das mit vier Personen besetzte Flugzeug wurde zwar beschädigt, konnte aber noch zum Luftwaffenstützpunkt Aviano Air Base zurückkehren. Der Pilot hatte die Mindestflughöhe von 600 Metern unterschritten; beim Unfall betrug diese tatsächlich nur 110 Meter.
- Am 11. März 2013 stürzte im Coeur D’Alene National Forest in Shoshone County eine EA-6B Prowler ab. Die Maschine befand sich auf einem Ausbildungsflug, als sie mit drei Besatzungsmitgliedern vom Stützpunkt Whidbey Island kommend abstürzte.[4]

Bisher starben insgesamt 51 Besatzungsmitglieder der Prowler bei Unfällen.

## Konstruktion

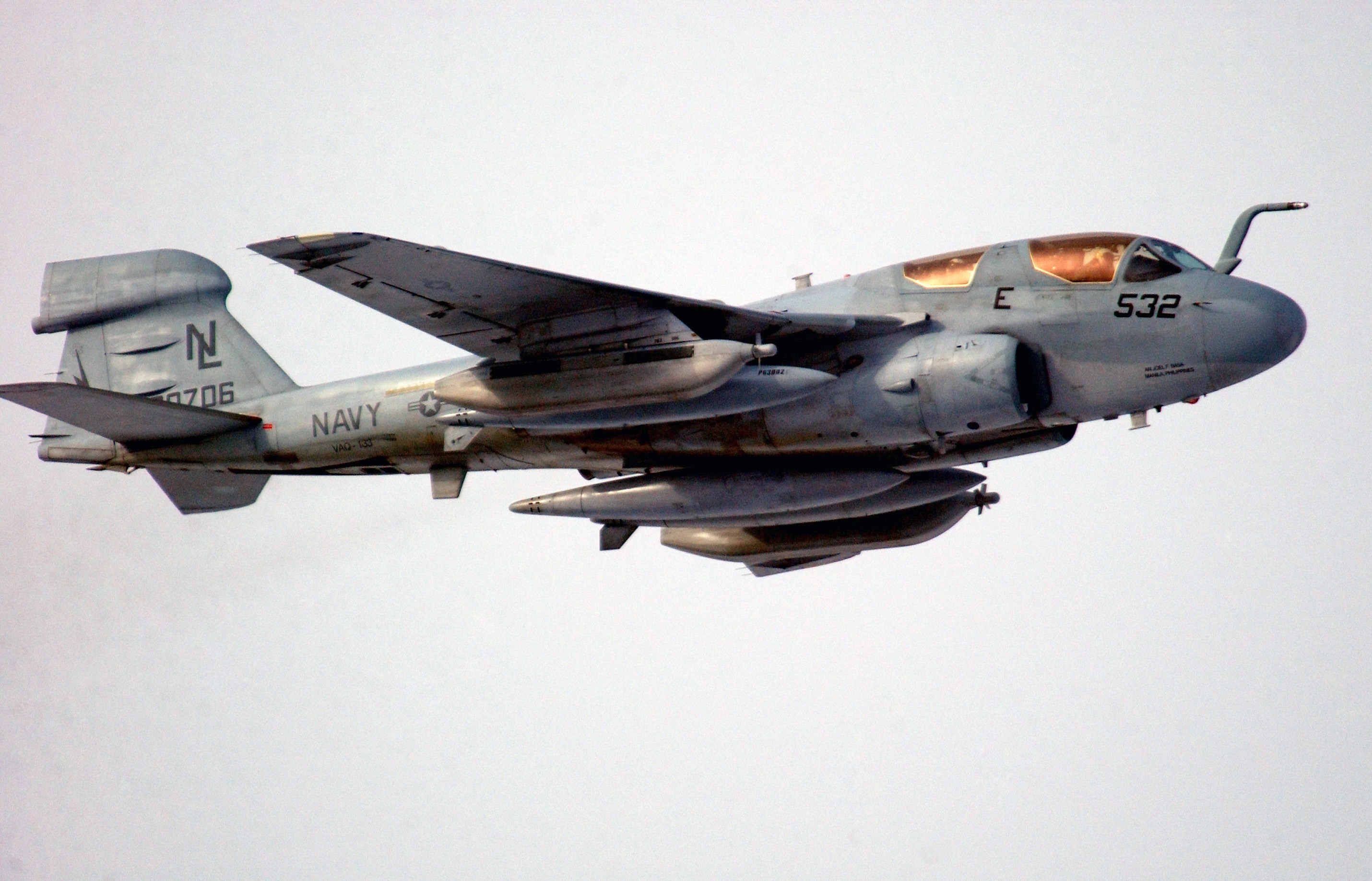
Gut zu erkennen sind die goldbeschichteten Cockpithauben der EA-6B Prowler.

Die EA-6B Prowler wurde von zwei Turbojet-Triebwerken angetrieben und war in der Lage, hohe Unterschallgeschwindigkeiten zu erreichen. Um die Arbeitsbelastung für die Besatzung verringern und gleichzeitig das Einsatzspektrum erweitern zu können, entschied man sich, die EA-6B gegenüber dem Ausgangsmuster auf eine vierköpfige Besatzung (drei Bediener für die EloKa-Systeme) umzustellen. Dafür musste der Rumpf um 1,36 Meter gestreckt werden. Auch eine Verstärkung der Zelle war notwendig, um mit großen Lasten wieder auf dem Flugzeugträgerdeck landen zu können. Die Treibstoffkapazität beträgt 8705 Liter, extern konnten zusätzlich drei Tanks mit insgesamt 5500 Litern Kapazität mitgeführt werden.
Abgesehen vom verlängerten Rumpf und der viersitzigen Auslegung ist die Antennenkuppel an der Spitze des Seitenleitwerks eines der auffälligsten Konstruktionsmerkmale. Dort sind Teile der EloKa-Systeme AN/ALQ-99 und USQ-113 untergebracht. Ebenfalls auffällig sind die goldbeschichteten Cockpithauben. Anders als bei vielen anderen Kampfflugzeugen wie etwa der F-16, bei denen die Beschichtung den RCS-Wert reduzieren soll, dient diese Maßnahme bei der Prowler zum Schutz der Besatzung vor den Emissionen der ECM-Ausrüstung.

## Produktion
Bauzahlen der Grumman EA-6 Prowler
| Version | 1968 | 1969 | 1970 | 1971 | 1972 | 1973 | 1974 | 1975 | 1976 | 1977 | 1978 | 1979 | 1980 | 1981 | 1982 | 1983 | 1984 | 1985 | 1986 | 1987 | 1988 | 1989 | 1990 | 1991 | SUMME |
| ------- | ---- | ---- | ---- | ---- | ---- | ---- | ---- | ---- | ---- | ---- | ---- | ---- | ---- | ---- | ---- | ---- | ---- | ---- | ---- | ---- | ---- | ---- | ---- | ---- | ----- |
| EA-6A   | 1    | 14   |      |      |      |      |      |      |      |      |      |      |      |      |      |      |      |      |      |      |      |      |      |      | 15    |
| EA-6B   |      | 3    | 1    | 13   | 10   | 12   | 6    | 6    | 6    | 6    | 6    | 6    | 6    | 6    | 6    | 6    | 6    | 6    | 8    | 9    | 12   | 12   | 12   | 6    | 170   |
| SUMME   | 1    | 17   | 1    | 13   | 10   | 12   | 6    | 6    | 6    | 6    | 6    | 6    | 6    | 6    | 6    | 6    | 6    | 6    | 8    | 9    | 12   | 12   | 12   | 6    | 185   |

## Militärische Nutzung
Vereinigte Staaten
- US Marine Corps: 38 EA-6B
- US Navy: 132 EA-6B

## Technische Daten

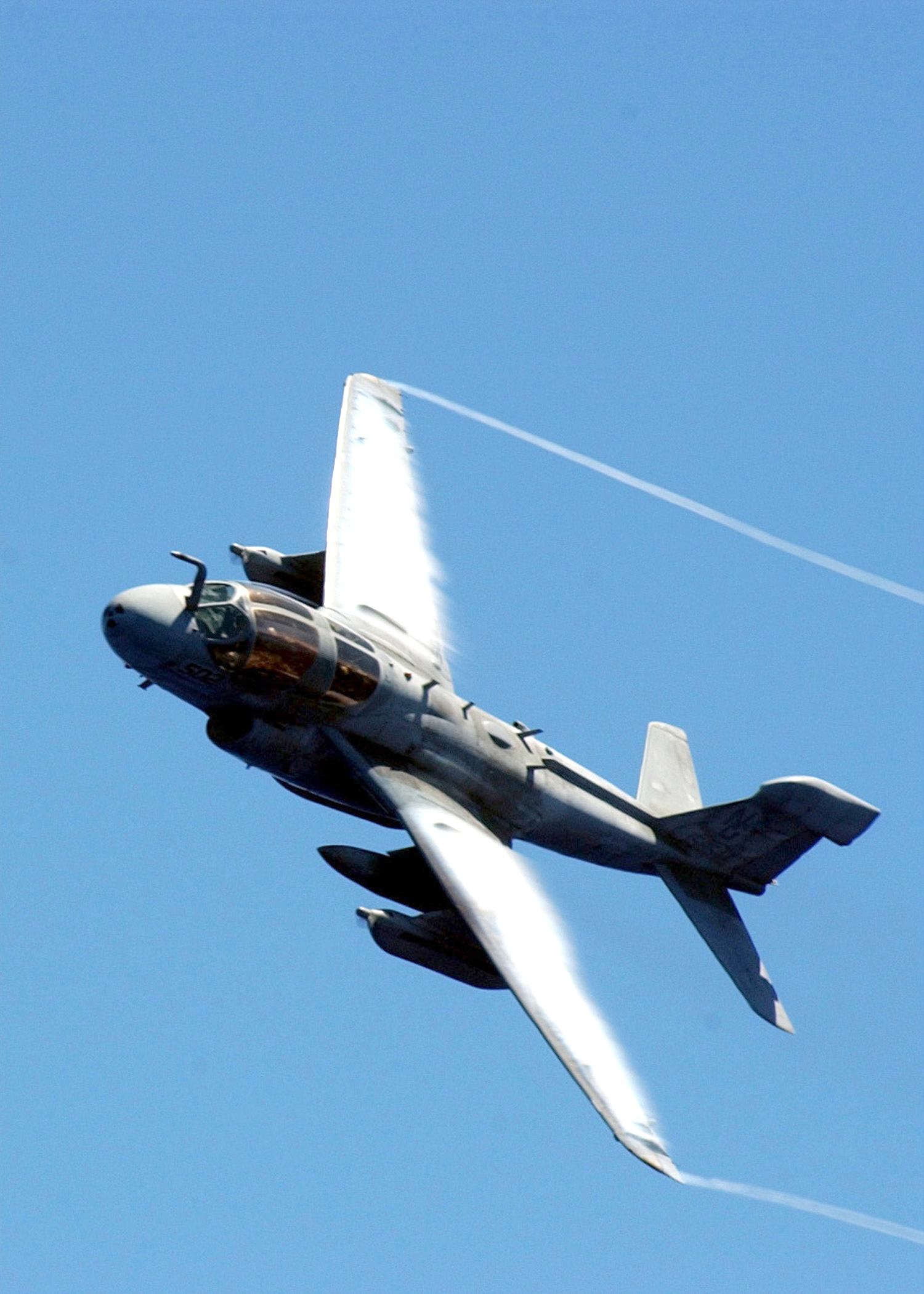
EA-6B Prowler mit montierter Störausrüstung unter den Tragflächen

| Kenngröße             | Daten der EA-6B                                                    |
| --------------------- | ------------------------------------------------------------------ |
| Länge                 | 18,24 m                                                            |
| Spannweite            | - 16,15 m - 7,72 m (gefaltet)                                      |
| Höhe                  | 4,95 m                                                             |
| Flügelfläche          | 49,13 m²                                                           |
| Flügelstreckung       | 5,3                                                                |
| Leermasse             | 14.588 kg                                                          |
| max. Startmasse       | 29.484 kg                                                          |
| Höchstgeschwindigkeit | 982 km/h (auf Meereshöhe)                                          |
| Marschgeschwindigkeit | 774 km/h (auf Meereshöhe)                                          |
| max. Steigrate        | 65 m/s                                                             |
| Dienstgipfelhöhe      | 12.268 m                                                           |
| Reichweite            | 3.861 km                                                           |
| Triebwerk             | zwei Strahltriebwerke Pratt & Whitney J52-P408A mit je 46 kN Schub |

### Zuladung (Bewaffnung)
Kampfmittel bis zu 8.164 kg an fünf Außenlaststationen unter den beiden Tragflächen und dem Rumpf
Luft-Boden-Lenkwaffen
- 4 × LAU-118-Startschienen für je 1 × Texas Instruments AGM-88 „HARM“ – selbstzielsuchender Radarbekämpfungsflugkörper

Externe Behälter
- 5 × abwerfbare Zusatztanks für 1.100 Liter (300 US-Gallonen) Kerosin
- 5 × AN/ALQ-99 Tactical Jamming System (TJS), EKF-Störbehälter

### EloKa-Ausrüstung
- AN/ALQ-99 Tactical Jamming System (TJS)
- USQ-113 Communications Jamming System (CJS)

## Galerie

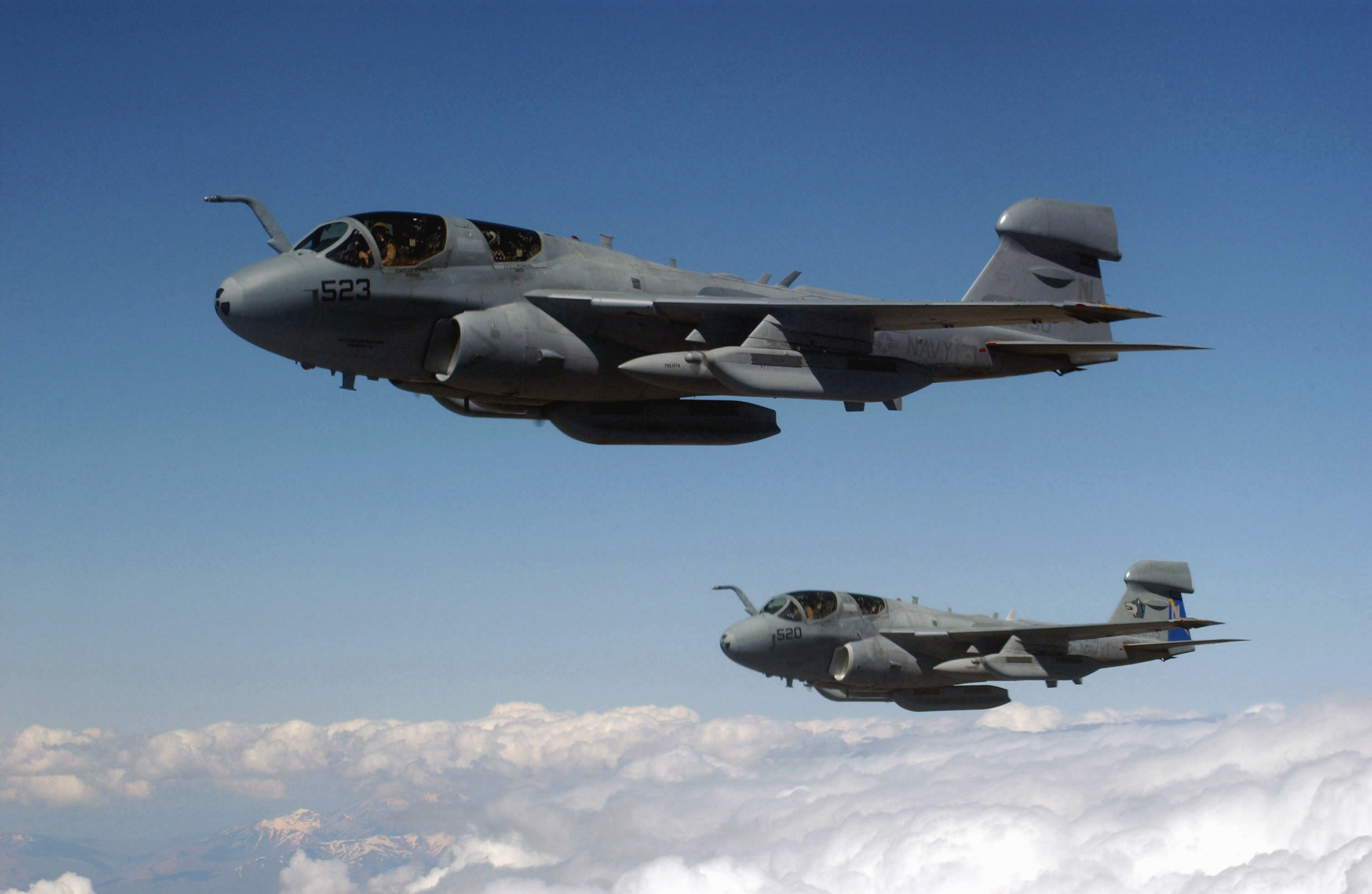
Zwei EA-6B Prowler während der Operation Northern Watch
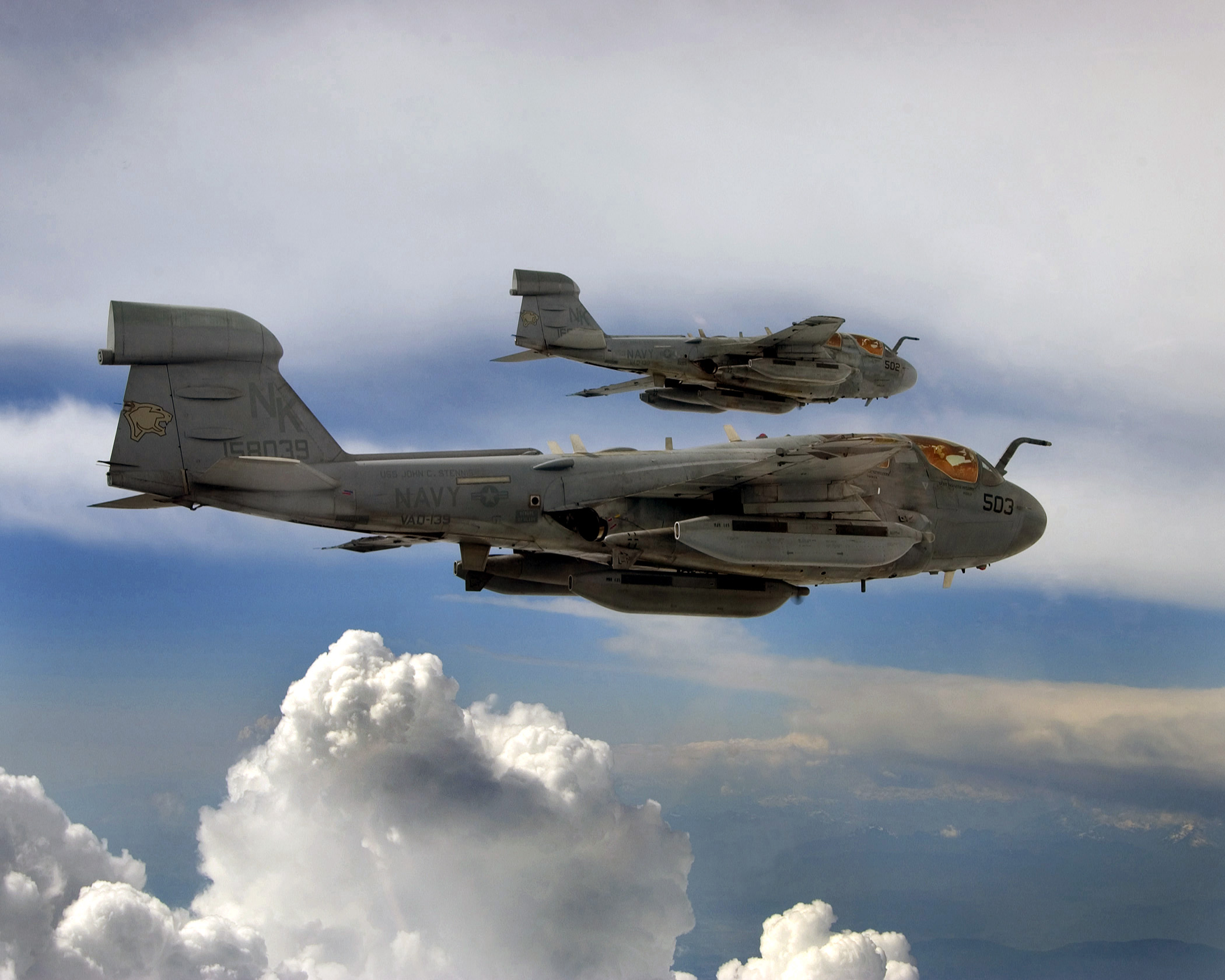
Prowlers vom VAQ-139 über dem Irak
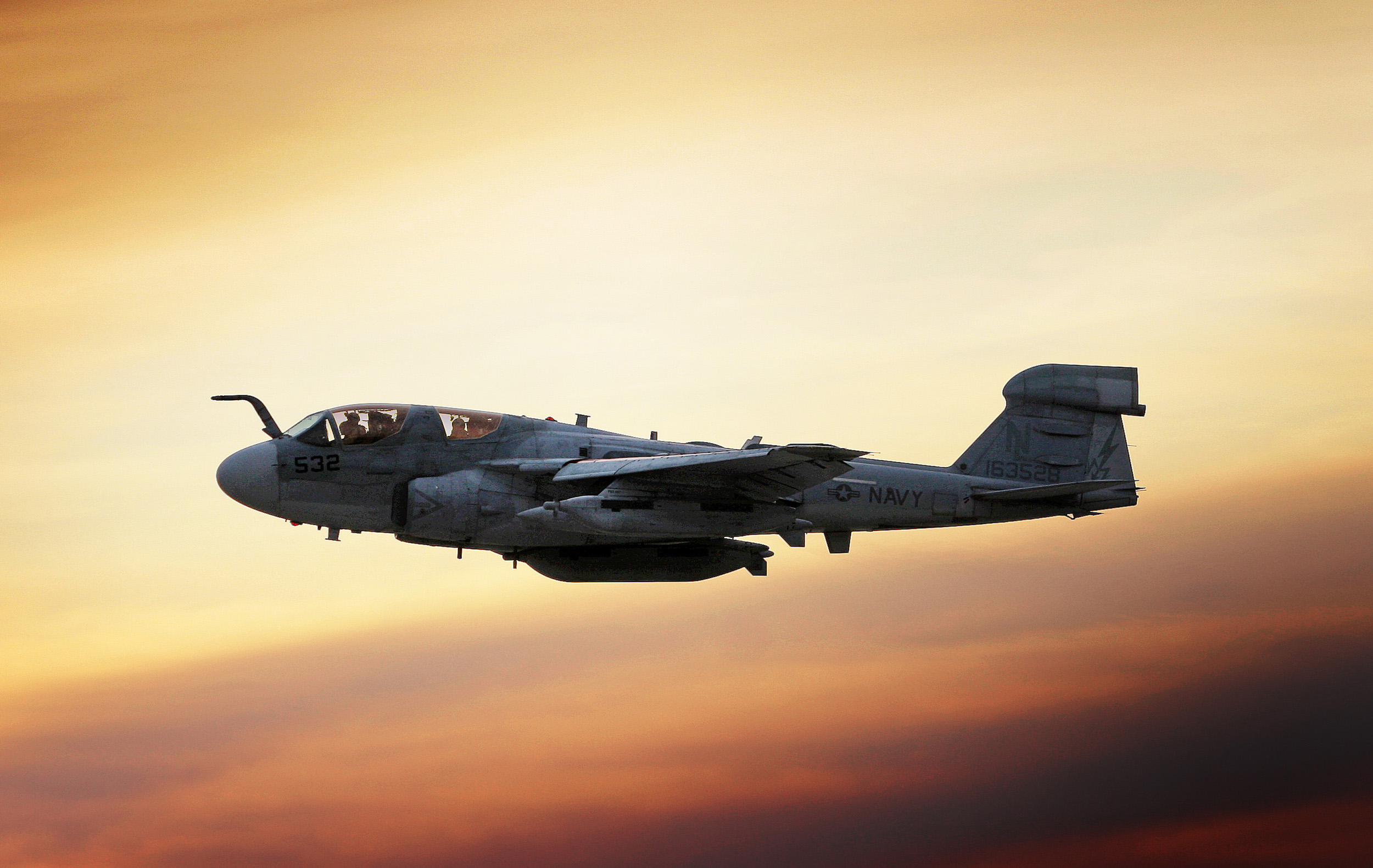
EA-6B nach dem Start vom Bagram Air Field
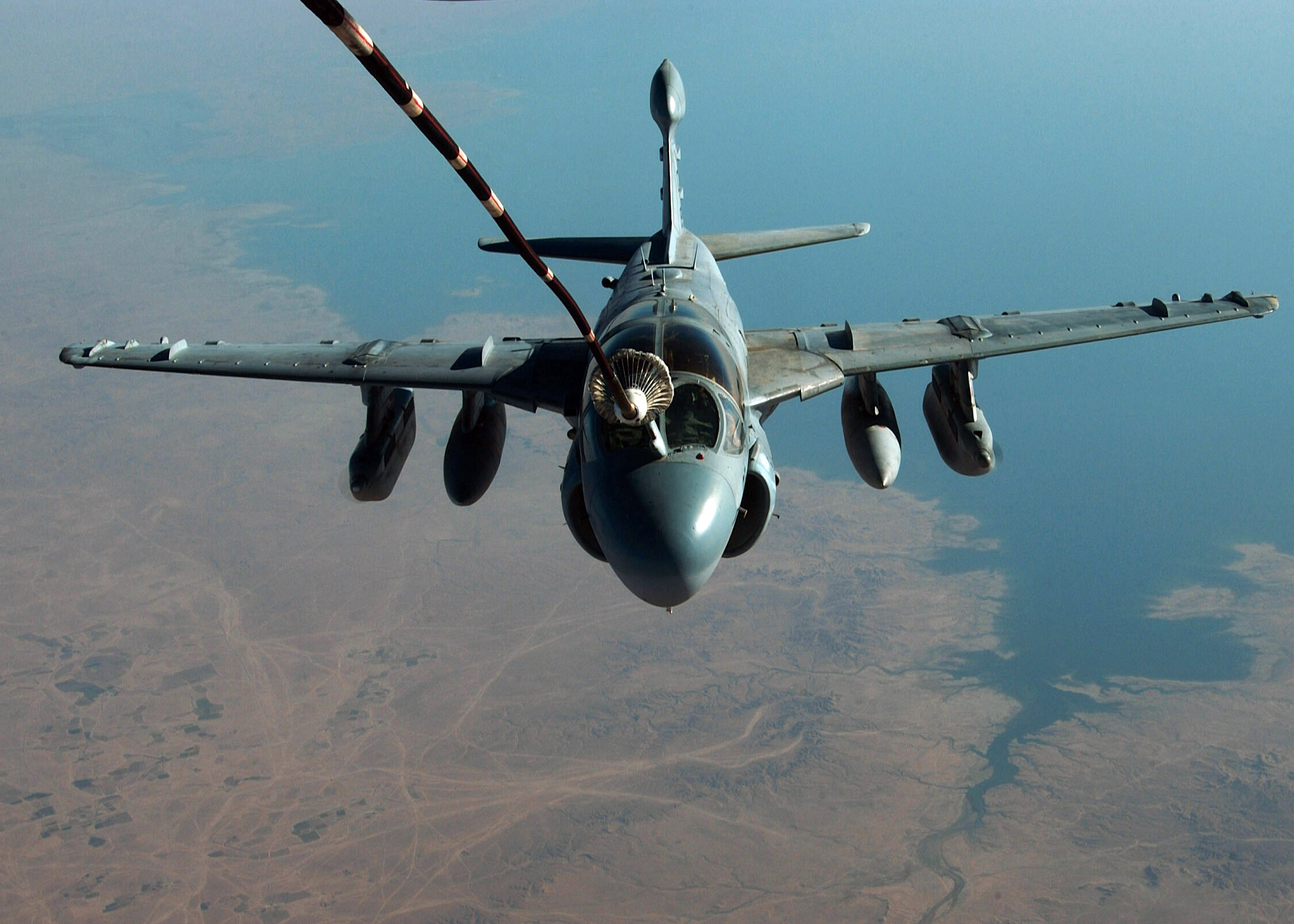
Luftbetankung einer Prowler
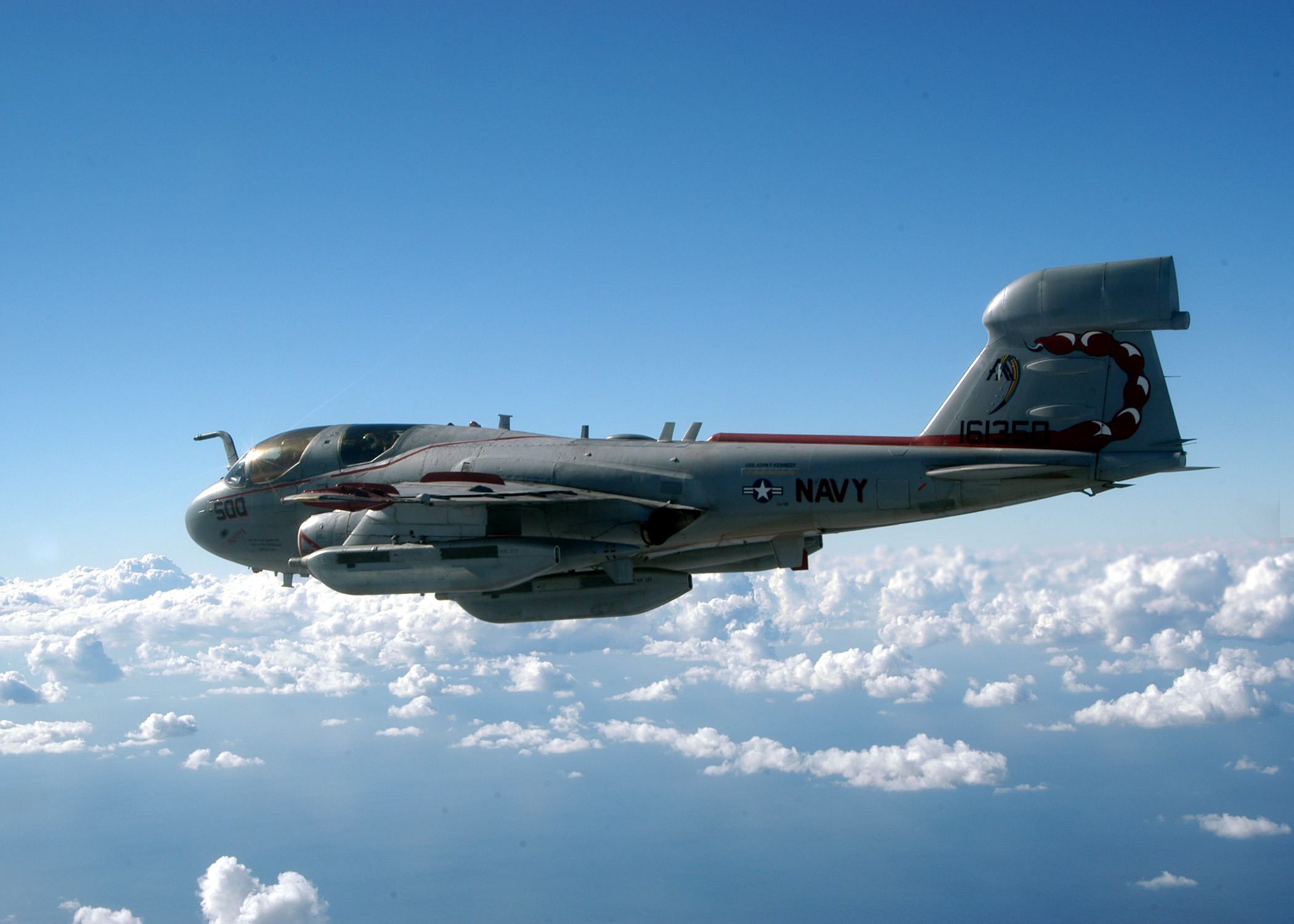
EA-6B Prowler vom „Scorpion“-Geschwader (VQA-132)
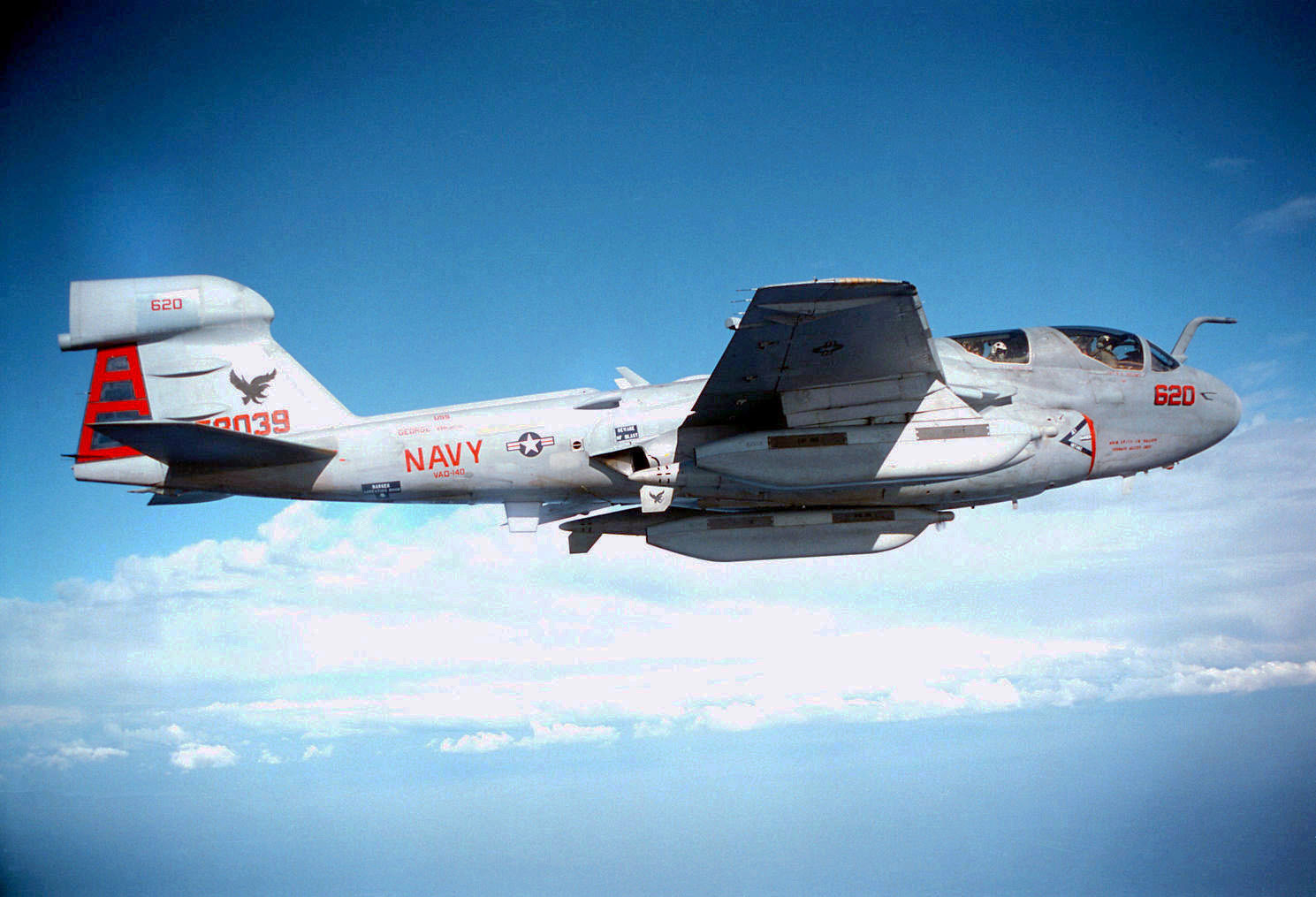
EA-6B über Bosnien-Herzegowina, 1995
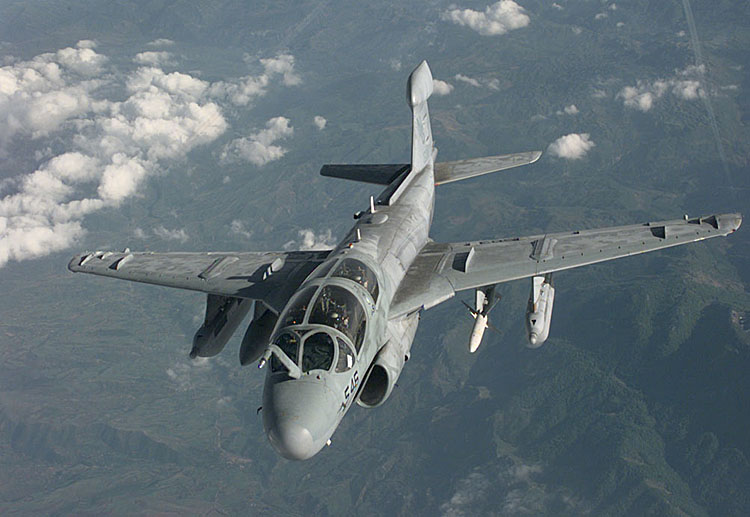
Prowler der U.S. Navy über den Green Mountains
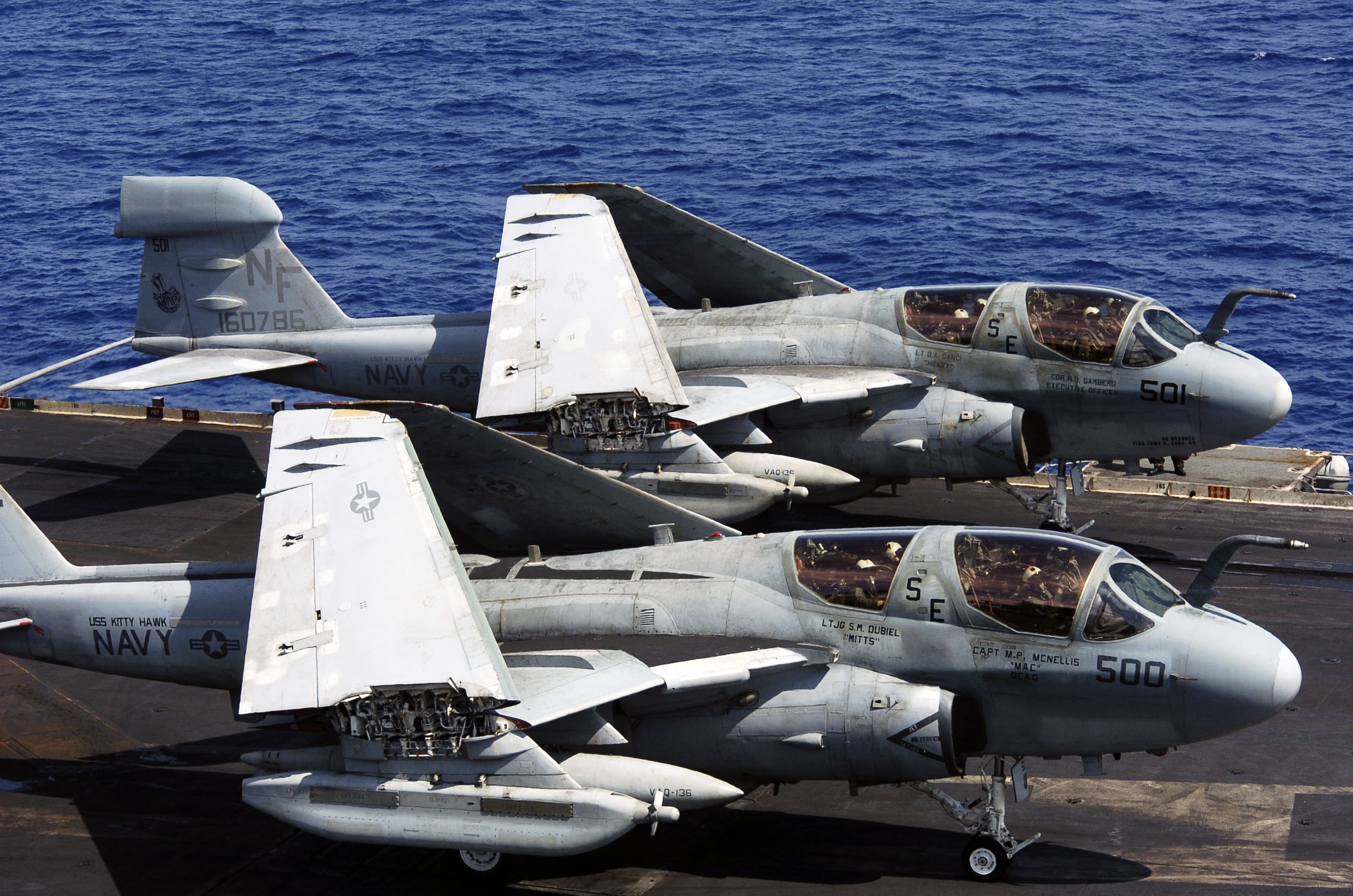
Zwei Prowlers an Bord der Kitty Hawk
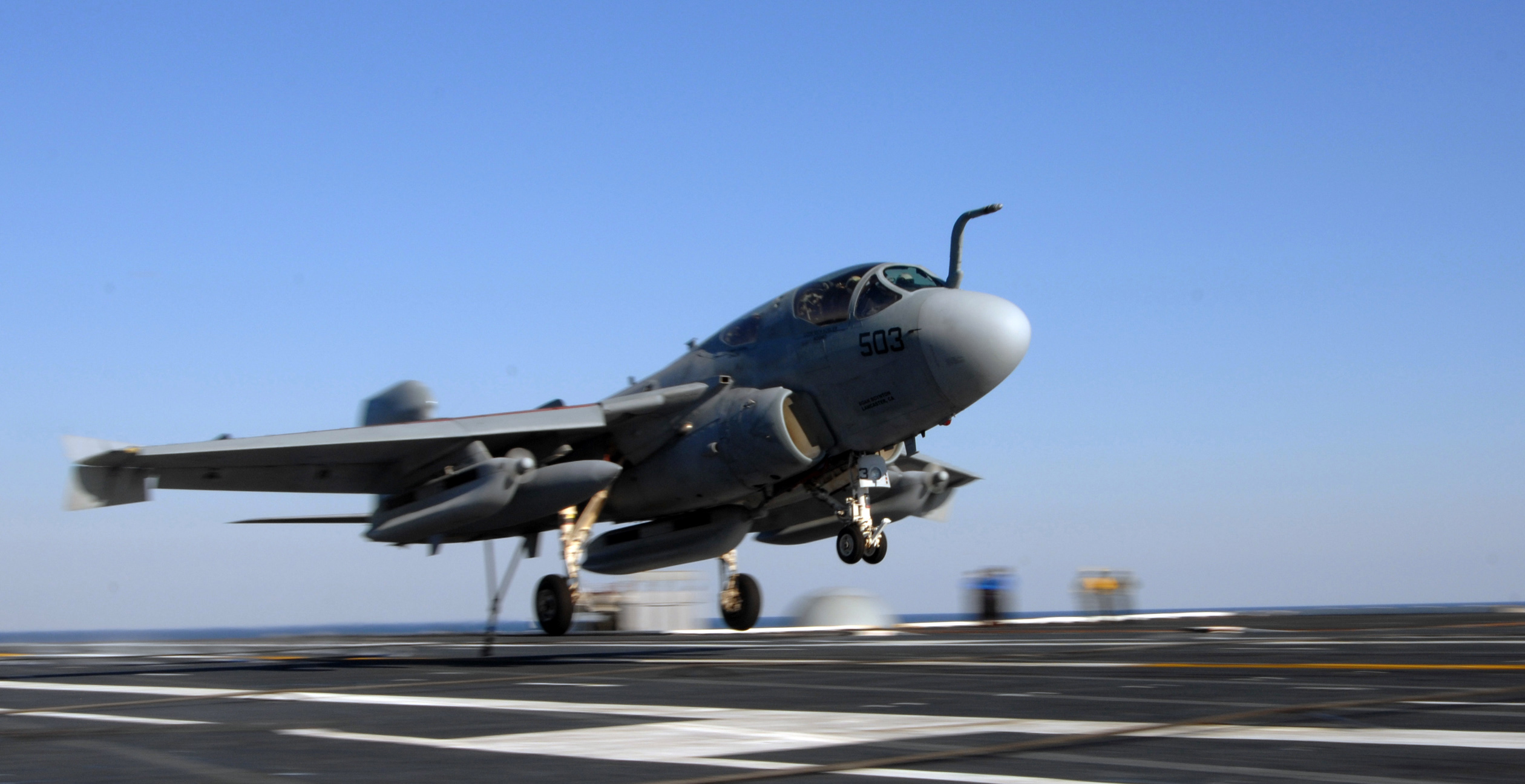
Trägerlandung einer Prowler
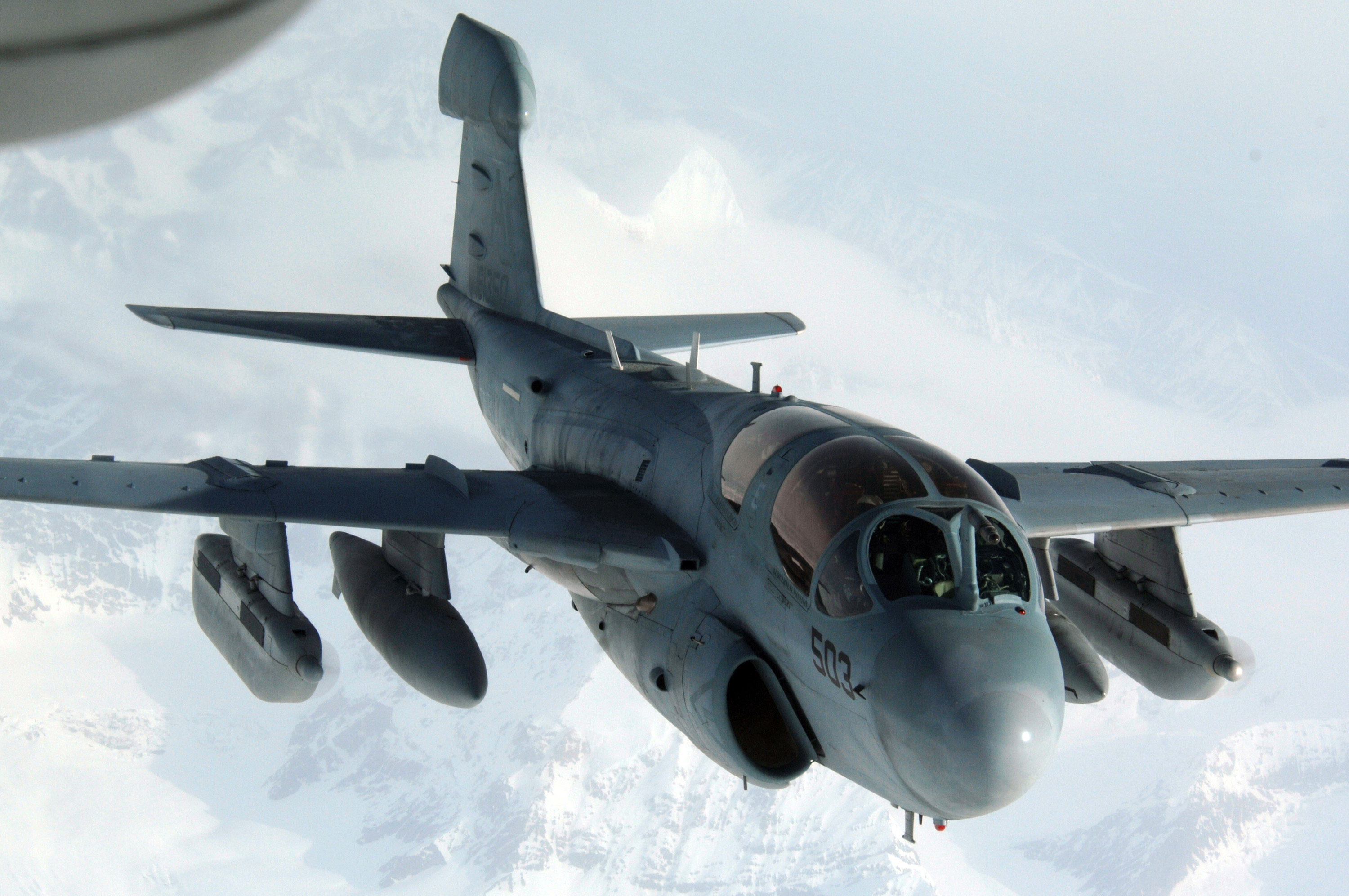
EA-6B während einer Red-Flag-Übung über Alaska
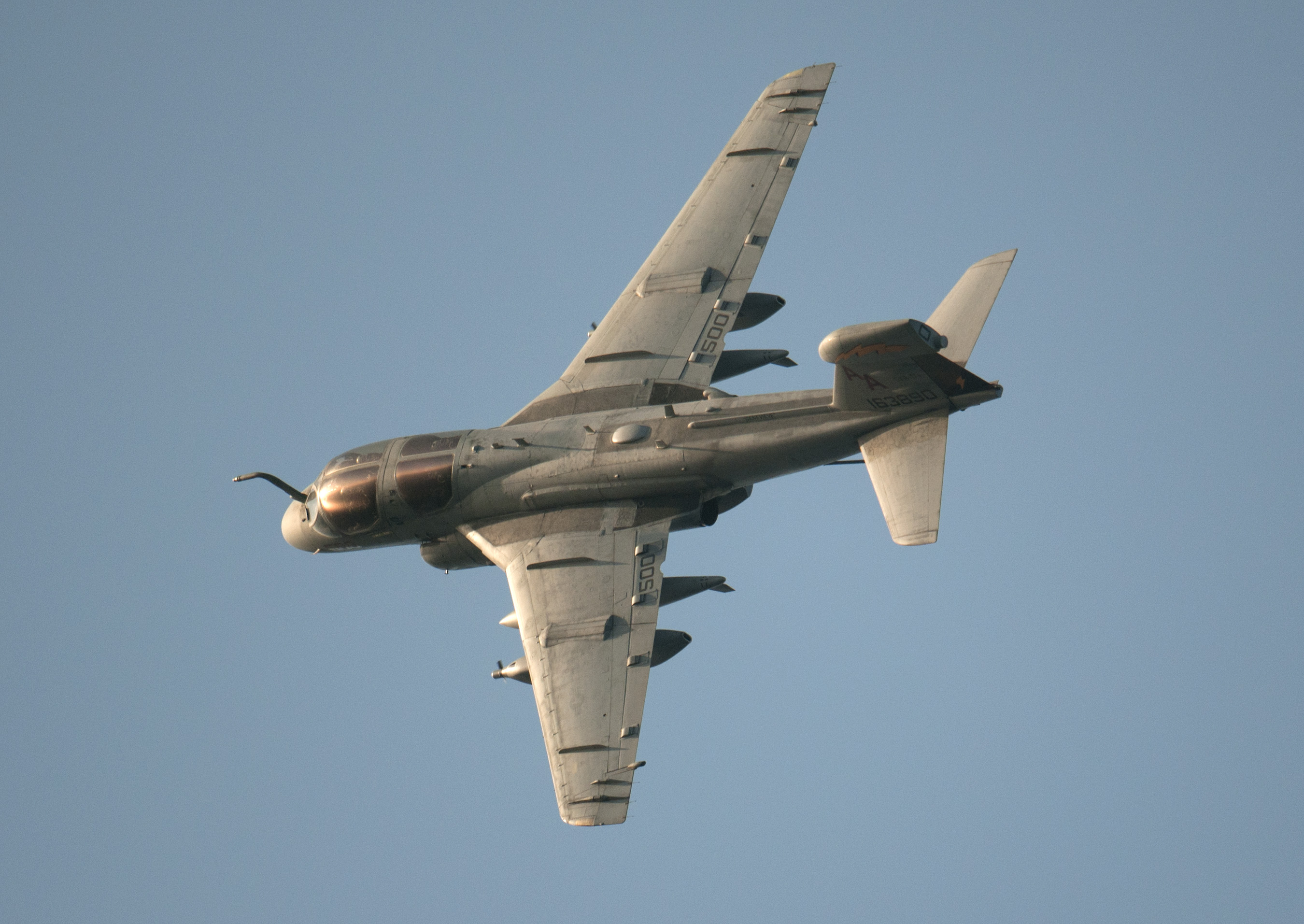
Prowler der Carl Vinson
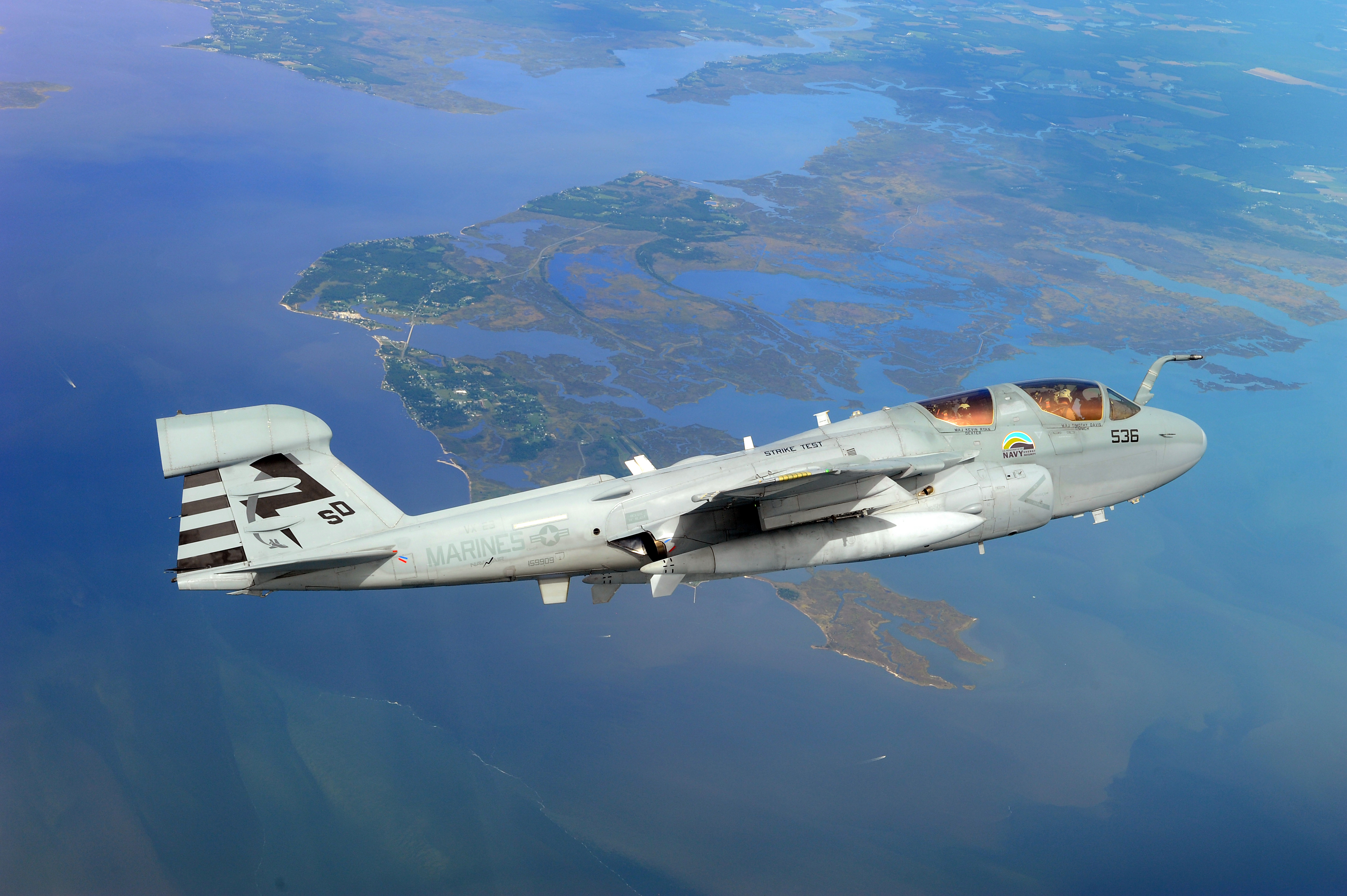
Flugtest einer EA-6B für den neuen JP-5-Treibstoff